# Harodnia (obwód witebski)
Harodnia (biał. Гародня; ros. Городня, Gorodnia, pol. hist. Horodnia Niżna) – wieś na Białorusi, w obwodzie witebskim, w rejonie orszańskim, w sielsowiecie Piszczaława.

## Położenie
Wieś położona jest w pobliżu granic Orszy, pomiędzy liniami kolejowymi Witebsk – Orsza i Moskwa – Brześć, na której w odległości 600 m od wsi znajduje się przystanek kolejowy Haradnianski. Północnym skrajem wsi płynie Paczalica, która poniżej Harodnii uchodzi do Arszycy.

## Historia
Dawniej dwa majątki ziemskie: Horodnia Wierzchnia al. Piszczałowo i Horodnia Niżna, oba do pocz. XX w. należące do Wasilewskich. W 1900 do majątków należały m.in. 3 młyny wodne.
Horodnia położona była w Rzeczypospolitej Obojga Narodów, w województwie witebskim, od której odpadła na rzecz Rosji w I rozbiorze Polski w 1772. W XIX i w początkach XX w. położona była w guberni mohylewskiej, w powiecie orszańskim. Następnie w granicach Związku Sowieckiego. Od 1991 w niepodległej Białorusi.